# Dymasius kallimorphis
Dymasius kallimorphis es una especie de escarabajo del género Dymasius, familia Cerambycidae. Fue descrita científicamente por Jacquot en 2021.
Habita en Indonesia (isla de Borneo). Los machos y las hembras miden aproximadamente 21,2 mm. El período de vuelo de esta especie ocurre en el mes de diciembre.